# Lo scroccone e il ladro
Lo scroccone e il ladro (What's the Worst That Could Happen?) è un film diretto da Sam Weisman, che ha per protagonisti Danny DeVito e Martin Lawrence, uscito nelle sale il 1º giugno 2001.

## Trama
Kevin Caffery (Martin Lawrence), un ladruncolo cui è stato regalato dalla sua nuova ragazza un anello che, pare, porti fortuna, viene colto con le mani nel sacco da Max Fairbanx (Danny DeVito), un miliardario che tentava di svaligiare nella casa posta sotto sequestro dal giudice fallimentare. Fuggito dalla macchina della polizia che lo stava portando in carcere, Kevin inizia la sua sfida personale contro il ricco scroccone per riprendersi ciò che gli apparteneva di diritto... Finito praticamente sul lastrico a causa dei guai combinati dal suo avversario, Max, con estremo atto di generosità, restituisce l'anello e impedisce che Kevin, colto di nuovo sul luogo del misfatto, finisca dietro le sbarre. I due diventeranno amici ed escogiteranno un piano per salvare Max dalla bancarotta.